# متياس بليز
متياس بليز (بالإنجليزية: Saint Blaise)‏‏ (القرن 3 في سيواس - 316 في سيواس) قسيس، وطبيب.